# 발리고르만
발리고르만(영어: Ballygorman)은 아일랜드 더니골주에 위치한 타운랜드이다. 해변은 위치하지 않으며 남쪽으로 쉬스킨 강이 흐른다. 서쪽으로는 아드말린과, 남쪽과 동쪽으로는 브리와 맞닿아있다.

## 지리
발리고르만의 해안에는 해변이 존재하지 않으며 해안선은 동쪽 부근 해안선이 울퉁불퉁한 편이다. 관통하는 강 또한 없지만 남쪽 경계에 쉬스킨 강이 위치한다. 고도는 동쪽으로 갈수록 높아지는 편이며 동쪽 부근은 150m에 달하기도 한다.

## 교통
비교적 큰 도로가 중앙을 관통하며 이 도로를 기점으로 하여 많은 도로가 뻗어있다. 많은 도로가 서쪽에 위치하고 있으며 동쪽에는 사실상 도로가 없다.